# اسما آگولی
اسما آگولی (انگلیسی: Esma Agolli; ۱ ژوئیهٔ ۱۹۲۸ – ۵ ژوئن ۲۰۱۰) بازیگر سینما اهل آلبانی بود.